# Assemblée constituante (Chili, 2021)
Pour les articles homonymes, voir Assemblée constituante (Chili) et Convention constitutionnelle.
Conseil constitutionnel
Palais Pereira (es)
Ancien palais du Congrès national
L'Assemblée constituante chilienne (en espagnol : Asamblea Constituyente), officiellement dénommée Convention constitutionnelle (en espagnol : Convención Constitucional), est l'organe constitutif de la République du Chili, chargé de rédiger une nouvelle constitution après le référendum tenu en octobre 2020 à la suite des manifestations débutées en 2019. Elle est instituée par la loi no 21200, publiée le 24 décembre 2019, qui a modifié la constitution politique chilienne pour inclure le processus de rédaction d'une nouvelle constitution. L'Assemblée est élue lors des élections constituantes des 15 et 16 mai 2021 et commence ses travaux le 4 juillet suivant. Son mandat est fixé à une durée de neuf mois avec une seule prolongation de trois mois si l'institution le décide par un vote. Le 4 juillet 2022, elle est dissoute après avoir remis son projet au président de la République.
Le projet de nouvelle constitution est rejeté par une large majorité de près de 62 % des suffrages exprimés au référendum constitutionnel de septembre 2022. Cet échec amène à de nouvelles élections et la mise en place d'une nouvelle assemblée constituante chargée de rédiger une nouvelle constitution, qui est soumise à un nouveau référendum le 26 novembre 2023 et à nouveau rejetée par 55,79 % contre 44,21 %.

## Dénomination
Selon le sénateur Jaime Quintana (PPD), le terme « Convention constitutionnelle » a été inventé lors de la rédaction de « l'Accord pour la paix sociale et la Nouvelle Constitution » le 14 novembre 2019 ; cet après-midi-là, il a reçu une communication de Mario Desbordes, alors président de Rénovation nationale, dans laquelle il demandait que l'organe de rédaction de la nouvelle Constitution politique ne soit pas appelé « assemblée constituante » afin de faciliter l'approbation de l'accord par les partis politiques de droite.
Selon divers universitaires, comme Claudia Heiss et Francisco Soto, la notion de « Convention constitutionnelle » équivaudrait à la notion d'« Assemblée constituante », dans la mesure où son fonctionnement et sa composition seraient les mêmes, et tous deux correspondraient à des organes collégiaux qui ont pour objectif de rédiger une constitution. L'avocat Leonel Sánchez souligne que la définition des deux concepts est similaire, sur la base d'études du Programme des Nations unies pour le développement (PNUD) et de cas d'autres pays ayant des organes constituants similaires. Mario Herrera, professeur à l'université de Talca, souligne qu'il n'y a aucune différence entre la Convention constitutionnelle et une Assemblée constituante, puisque dans les deux cas, leurs membres sont élus au suffrage universel et leur seul objectif est de rédiger une nouvelle Constitution politique.

## Élections

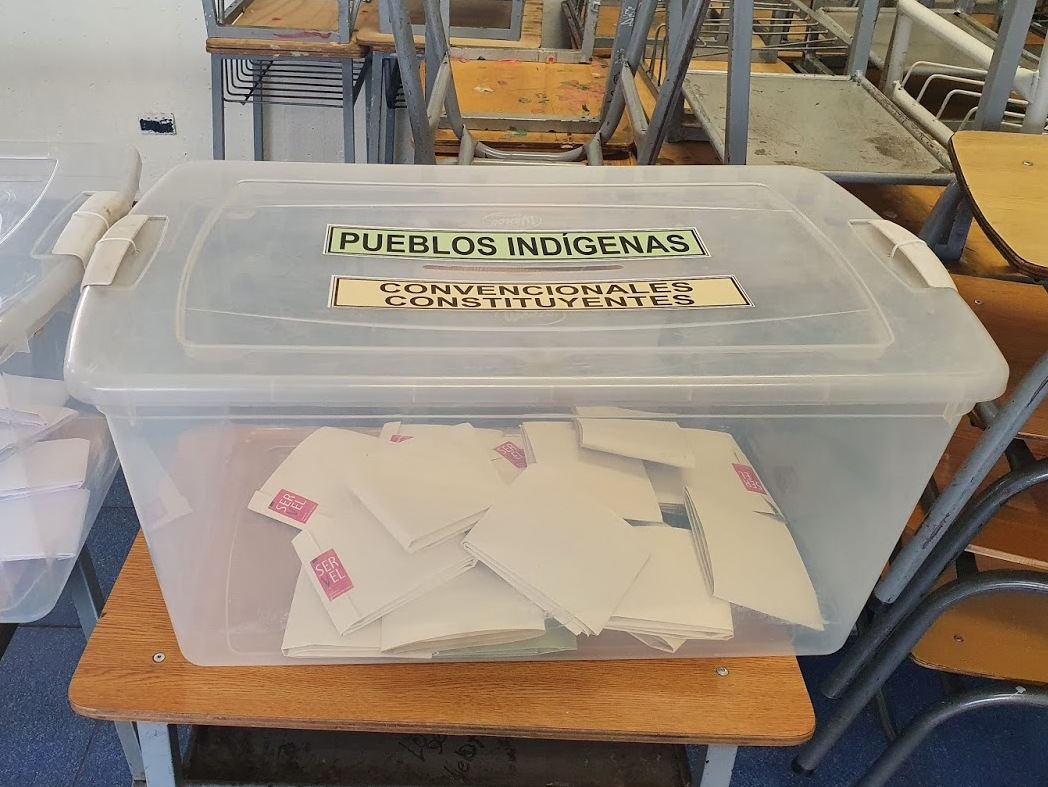
Urne utilisée pour les élections des électeurs conventionnels.

Les élections des 155 membres se sont tenues les samedi 15 et dimanche 16 mai 2021. Le 15 juin, le Tribunal de qualification des élections du Chili (Tricel) a proclamé les résultats - après avoir rejeté les 12 réclamations présentées par différentes candidats et qui cherchaient à modifier certains résultats, et dans les trois jours suivant cette décision, celle-ci devait être communiquée au Congrès national et au président de la République ; ce dernier, dans un délai de 3 jours à compter de la réception de ladite communication — intervenue par acte passé au siège du Tricel le 18 juin —, il devait convoquer la séance d'installation de la Convention constitutionnelle et indiquer le lieu où elle aura lieu (s'il ne l'indiquait pas, elle devait se tenir au siège du Congrès national à Valparaíso).
La Convention constitutionnelle est composée à parité de 78 hommes et 77 femmes, et la représentation des peuples autochtones est assurée à travers 17 sièges réservés : 7 pour le peuple Mapuches, 2 pour le peuple Aymara et un pour chacun des autres peuples (Kawésqar, Rapa Nui, Yagans, Quechuas, Atacameños, Diaguita, Colla et Chango).
La session d'installation de la Convention constitutionnelle devait se tenir dans les 15 jours suivant la date de publication du décret de convocation. Le 20 juin, le président a signé le décret de convocation du 4 juillet à 10 h 0 dans le palais de l'ancien Congrès national ; date de la commémoration du 210e anniversaire de l'installation du premier Congrès national du Chili. La session a été présidée par le secrétaire rapporteur du Tribunal de qualification des élections, Carmen Gloria Valladares, qui a lu l'acte de proclamation et a procédé à l'investiture des 155 élus, et fait procéder ensuite à l'élection du président. L'événement a été diffusé sur le site officiel, ainsi que sur les chaînes associées à Anatel et Arcatel, et les radios associées à Archi ; La Bibliothèque du Congrès national du Chili a émis le signal avec traduction simultanée dans quatre langues indigènes : mapuche, quechua, aymara et rapanui.

## Organisation

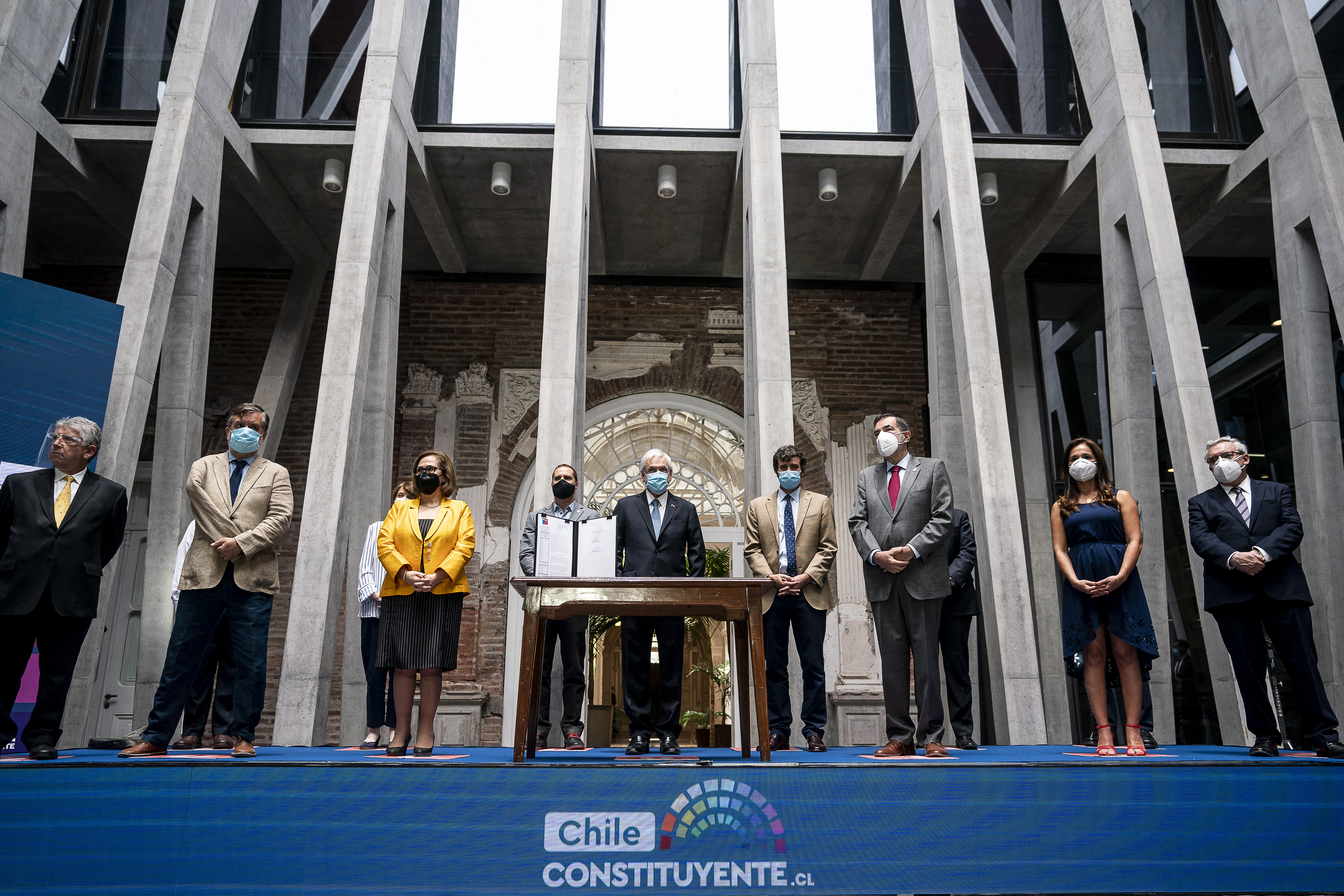
Présentation du Palais Pereira comme siège de la Convention constitutionnelle (11 janvier 2021).

À l'origine, la Convention constitutionnelle devait commencer ses sessions entre le 19 avril et le 14 mai 2021, avec une date limite d'installation au 1er juin,,, mais avec le report des élections aux 15 et 16 mai, la date d'entrée en fonction de l'Assemblée devait avoir lieu au cours du mois de juin, ou au plus tard pendant la première semaine de juillet,.
Lors de la séance d'installation de la Convention, son président et son vice-président doivent être élus à la majorité absolue de ses membres. De même, il doit approuver son règlement de vote et son règlement de fonctionnement à un quorum des deux tiers des constituants conventionnels. Le même quorum des deux tiers sera appliqué pour toute prise de décision, ce qui implique que les points qui ne génèrent pas ledit consensus seront exclus du projet de texte de la nouvelle Constitution politique. De même, la Constitution actuelle établit que le texte présenté par la Convention doit respecter le régime démocratique et républicain, les décisions judiciaires et les traités internationaux ratifiés par le Chili.
En cas de réclamations pour violations alléguées des règles de procédure applicables à la Convention, celles-ci seront connues et résolues par cinq membres de la Cour suprême, tirés au sort. Le 22 mars 2021, la Cour suprême a rendu une ordonnance concertée qui réglemente les processus de réclamation des procédures de la Convention constitutionnelle.

### Siège

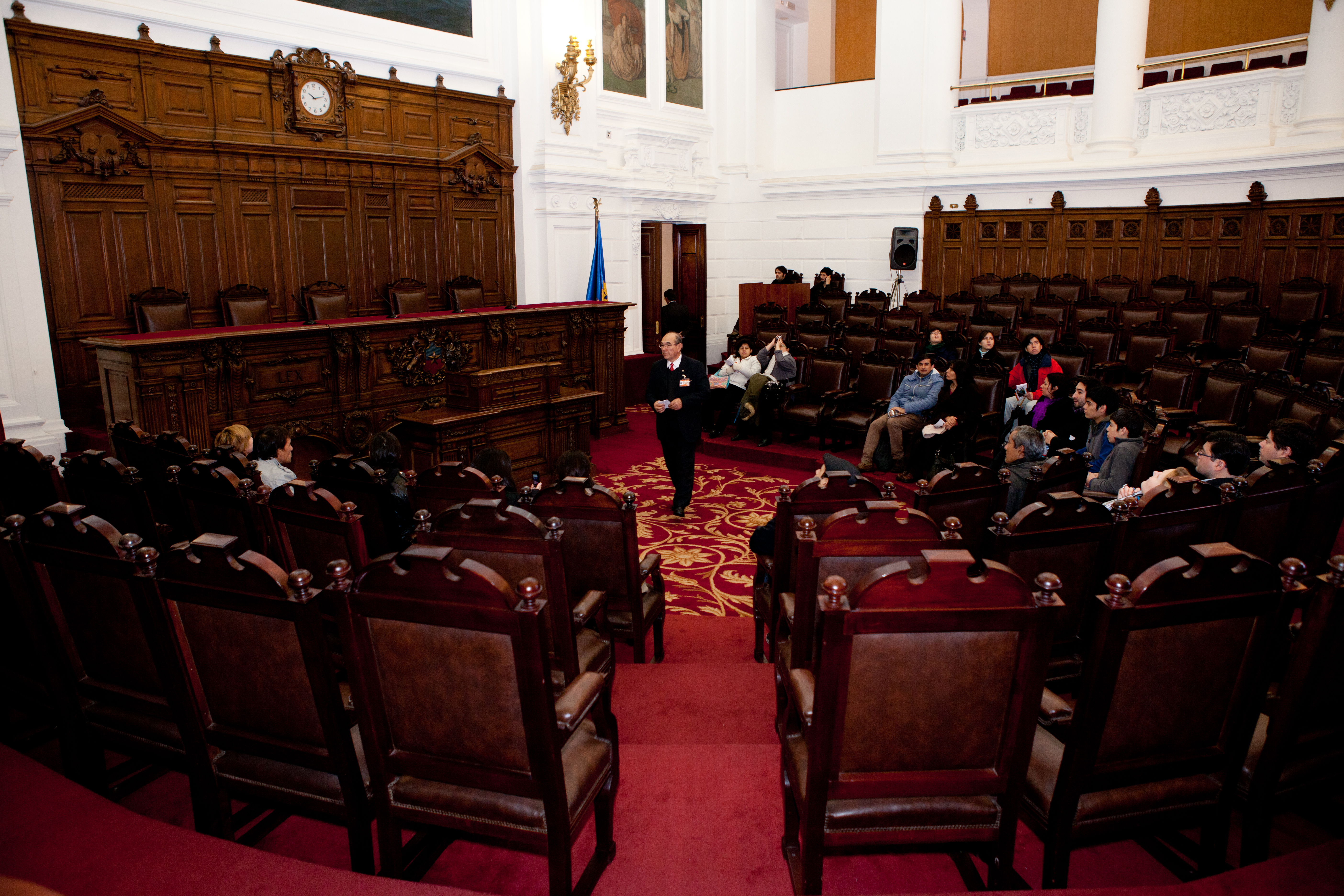
Hémicycle de la Chambre des députés de l'ancien Congrès national, lieu où se tiendront les sessions plénières de la Convention.

En septembre 2020, il a été proposé que la Convention constitutionnelle se réunisse dans le palais de l'ancien Congrès national du Chili , situé au centre de Santiago, ainsi que le palais Pereira comme bâtiment de soutien pour loger les conseillers et les responsables administratifs. Cependant, plusieurs parlementaires ont protesté contre l'occupation du siège de l'ancien Congrès à Santiago, car, selon eux, d'autres tâches législatives et réunions avec la société civile se déroulent dans ce bâtiment et il ne présenterait pas les infrastructures nécessaires. Le membre du Congrès Iván Flores a proposé que la Convention se réunisse au palais Huneeus, situé en face.
Le 11 janvier 2021, le président Sebastián Piñera annonce que le palais Pereira sera le siège de la Convention constitutionnelle, cependant que le palais de l'ancien Congrès national sera utilisé pour les sessions plénières et pour certaines commissions.
Jusqu'en juin 2021, divers travaux de rénovation ont été effectués dans le palais de l'ancien Congrès national, visant principalement à équiper l'ancienne salle de la Chambre des députés de systèmes de vote, de sièges et de mobilier adéquats ; Des tables semi-circulaires continues sont disposées sans séparations pour pouvoir accueillir confortablement les membres de l'Assemblée, avec un espace d'environ 70 centimètres pour chaque représentant. Le 30 juin, les locaux de l'ancien Congrès national sont officiellement mis à la disposition de la Convention constitutionnelle.

## Composition
L'Assemblée constituante est quasi totalement paritaire, composée de 78 hommes et 77 femmes, la définissant comme la première assemblée constituante au monde à respecter la parité. L'âge moyen des membres est de 44,5 ans, il y a 60 ans d'écart entre le membre le plus âgé et le plus jeune ; Jorge Arancibia, âgé de 80 ans et Valentina Miranda, âgée de 21 ans,.
Quant à la sociologie de l'Assemblée, celle-ci est composée de 59 avocats, 19 professeurs, 12 ingénieurs et 6 journalistes. De plus, 6 étaient membres du Congrès national et 9 appartenaient à des autorités gouvernementales. Sur les 155 membres, 8 personnes sont ouvertement membres de la communauté LGBT, avec 5 gays, 1 lesbienne, 1 pansexuelle et 1 bisexuelle. Le 28 juin 2021, ils décident de créer « Constituent Dissident Network » (Red Disidente Constituyente), organisme qui a comme objectif d'articuler des propositions en faveur de la diversité sexuelle.

Composition par liste à l'issue des élections constituantes

À la suite des résultats de l'élection à l'Assemblée constituante, les partis et listes vont rapidement faire émerger des dynamiques et volontés différentes. Ainsi, la composition par liste issue des résultats de l'élection est rapidement dépassée. Dès le 6 juin 2021, 15 membres de l'Assemblée constituante, élus du Parti socialiste du Chili (sur la Liste d'approbation), décident de créer le groupe parlementaire « Collectif socialiste » (Colectivo Socialista).
Après l'inauguration le 4 juillet 2021, les partis et listes vont continuer à tenter de créer des groupes. Par exemple, le 18 août est créé le groupe « Collectif de l'Approbation » (Colectivo del Apruebo), composé d'indépendants soutenu par différents partis et se décrivant de centre-gauche.
Le 27 août 2021, des indépendants et indépendants non-neutres décident de créer le groupe « Mouvements Sociaux Constituants » (Movimientos Sociales Constituyentes), se définissant féministe, écologiste, anticapitaliste et réclamant une souveraineté populaire par les mouvements sociaux comme le nom l'indique, notamment à l'initiative de Maria Elisa Quinteros.
Le 1er septembre 2021, un groupe de 17 membres, élus sur La liste du peuple, forment le groupe « Peuple Constituant » et se déclarent indépendants. Plusieurs membres élus avaient décider dans les semaines précédentes de quitter le groupe, accusant le collectif d'opportunisme électoral, en souhaitant présenter un candidat à l'élection présidentielle, alors que l'objectif unique de la coalition était de remporter des sièges à l'Assemblée.
Le 3 septembre, la coalition d'Approbation dignité reste dans un groupe commun mais se sépare en deux entités distinctes, « Front large et indépendants » (Frente Amplio y Independientes) , composé de 16 membres, et « Chili Digne » (Chile Digno), composé de 10 membres, dont 6 du Parti communiste et 4 de la Fédération régionaliste verte sociale.
Le 28 octobre, un groupe de 21 membres élus de En avant pour le Chili, principalement membres de l'UDI et du Parti républicain décident de créer 3 groupes afin d'obtenir une meilleure représentation et davantage de temps de parole lors des séances, ils se nomment « Unis pour le Chili » (Unidos por Chile), « Chili Uni » (Un Chile Unido), « Chili Libre » (Chile Libre). Le 3 novembre, les 16 membres restants de la coalition d'En avant pour le Chili annoncent former le groupe « Indépendants - RN - Evópoli » (Independientes - RN - Evópoli).

### Groupes parlementaires
| Groupe | Groupe                                           | Groupe                                           | Groupe                                           | Membres |
| ------ | ------------------------------------------------ | ------------------------------------------------ | ------------------------------------------------ | ------- |
|        | Approbation dignité                              |                                                  | Front large et indépendants                      | 16      |
|        | Approbation dignité                              | Chile Digno (es)                                 | 10                                               |         |
|        | Collectif socialiste                             | Collectif socialiste                             | Collectif socialiste                             | 17      |
|        | Peuples Autochtones                              | Peuples Autochtones                              | Peuples Autochtones                              | 17      |
|        | Indépendants - RN - Evópoli                      | Indépendants - RN - Evópoli                      | Indépendants - RN - Evópoli                      | 16      |
|        | Peuple Constituant                               | Peuple Constituant                               | Peuple Constituant                               | 15      |
|        | Indépendants pour une nouvelle Constitution (es) | Indépendants pour une nouvelle Constitution (es) | Indépendants pour une nouvelle Constitution (es) | 13      |
|        | Mouvements Sociaux Constituants                  | Mouvements Sociaux Constituants                  | Mouvements Sociaux Constituants                  | 12      |
|        | Mixte (Divers)                                   | Mixte (Divers)                                   | Mixte (Divers)                                   | 9       |
|        | Unis pour le Chili                               | Unis pour le Chili                               | Unis pour le Chili                               | 8       |
|        | Collectif de l'Approbation                       | Collectif de l'Approbation                       | Collectif de l'Approbation                       | 7       |
|        | Chili Uni                                        | Chili Uni                                        | Chili Uni                                        | 7       |
|        | Chili Libre                                      | Chili Libre                                      | Chili Libre                                      | 6       |
|        | Liste d'approbation                              | Liste d'approbation                              | Liste d'approbation                              | 1       |
|        | La liste du peuple                               | La liste du peuple                               | La liste du peuple                               | 1       |

## Présidence

### Première présidence
Entre l'inauguration le 4 juillet 2021 et le 5 janvier 2022, la présidence est composée ainsi : 

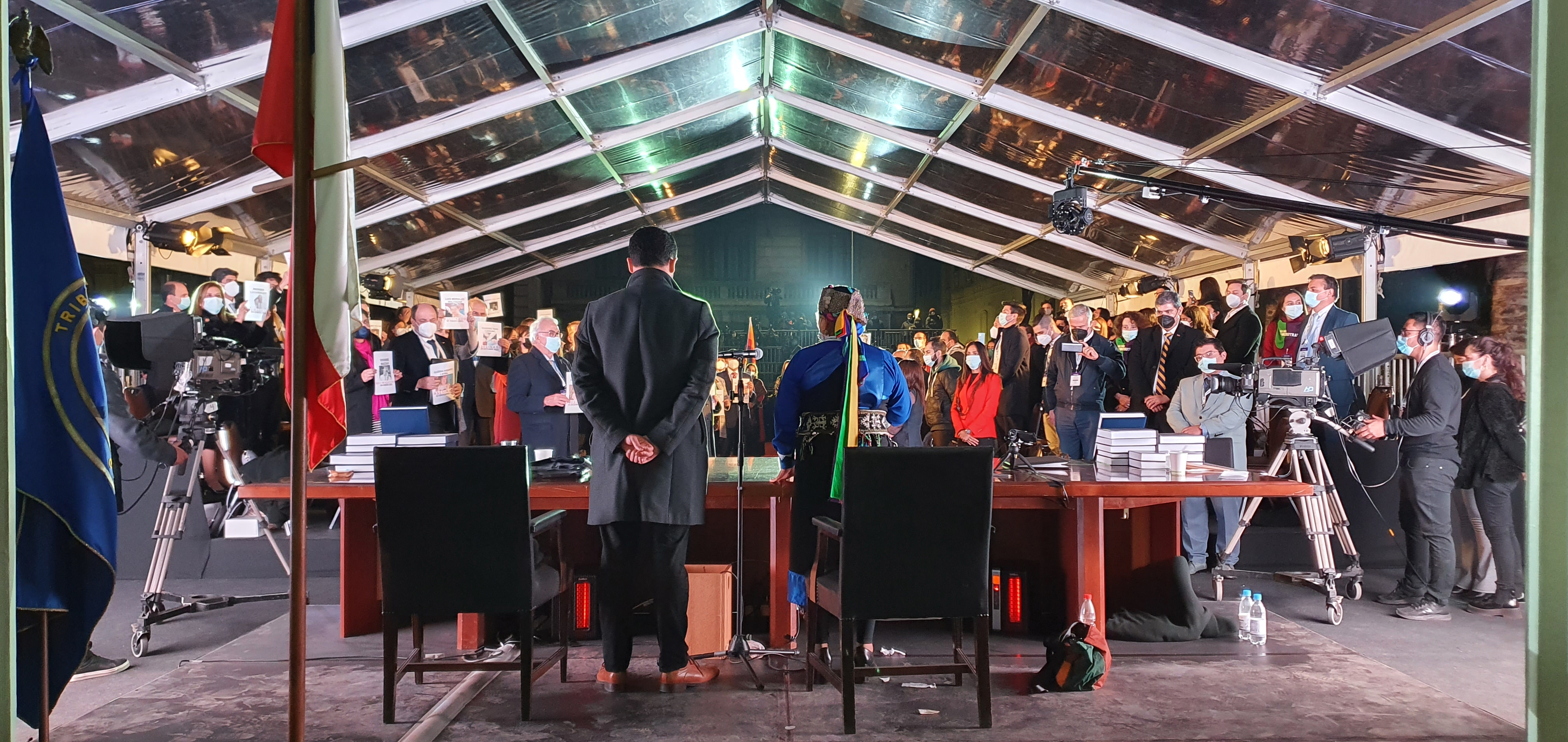
Vue de la séance inaugurale de la Convention constitutionnelle. Au premier plan, Jaime Bassa (vice-président) et Elisa Loncon (présidente) dirigent la cérémonie.

| Fonction       | Nom | Nom          | Groupe politique | Groupe politique                          |
| -------------- | --- | ------------ | ---------------- | ----------------------------------------- |
| Présidente     |     | Elisa Loncon |                  | Indépendante (peuples autochtones)        |
| Vice-président |     | Jaime Bassa  |                  | Approbation dignité (Convergence sociale) |

### Seconde présidence
À partir du 5 janvier 2022, la présidence est changée à l'issue d'une nouvelle élection, composée ainsi : 
| Fonction       | Nom | Nom                   | Groupe parlementaire | Groupe parlementaire                                                 |
| -------------- | --- | --------------------- | -------------------- | -------------------------------------------------------------------- |
| Présidente     |     | Maria Elisa Quinteros |                      | Mouvements Sociaux Constituants (Indépendante)                       |
| Vice-président |     | Gaspar Domínguez      |                      | Indépendants pour une nouvelle Constitution (Indépendant non-neutre) |

## Élection à la présidence de l'Assemblée constituante

### Première élection

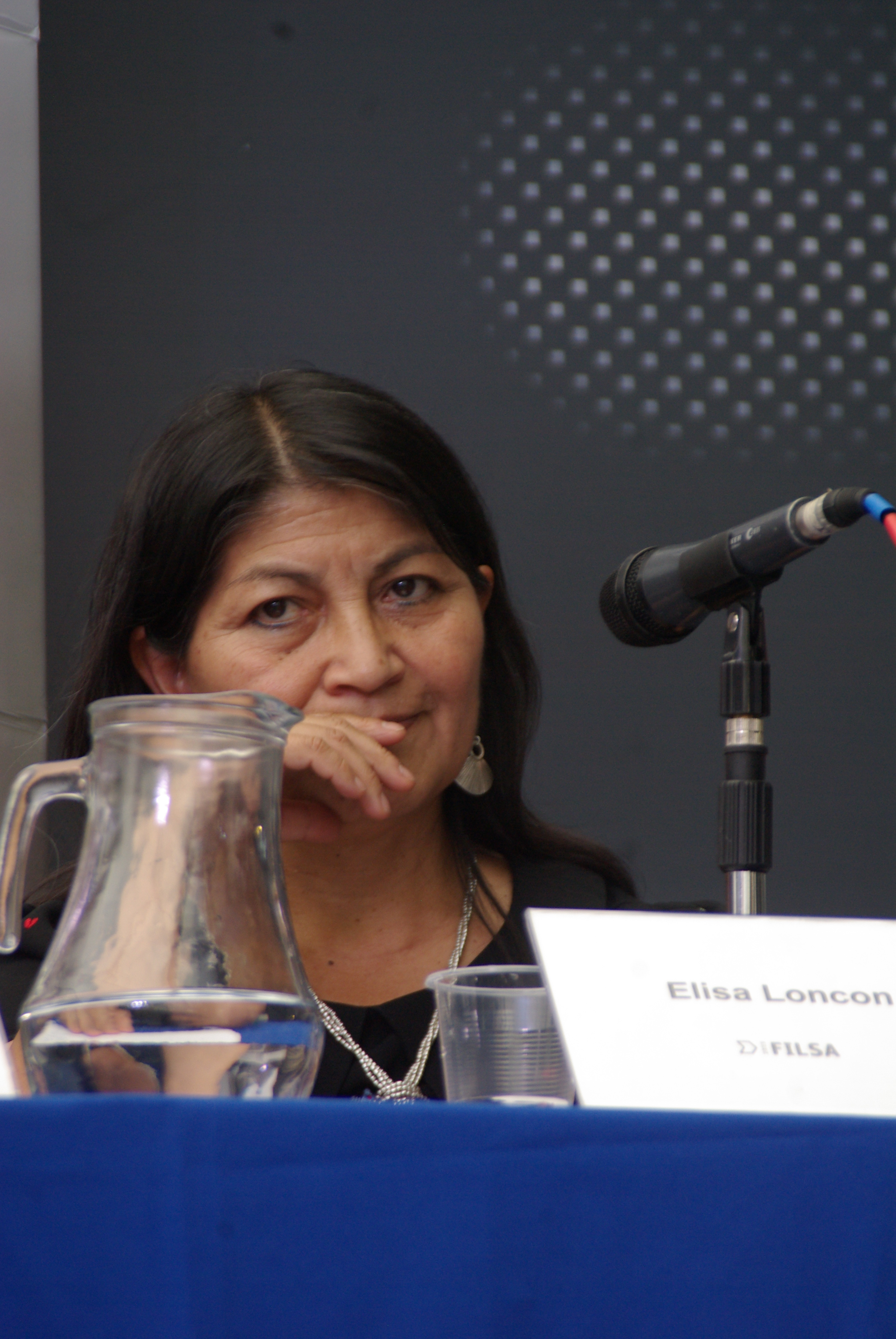
Elisa Loncon, président de l'Assemblée constituante élue le 4 juillet 2021.

Le 4 juillet, les normes fixées pour la session inaugurale de l'Assemblée constituante établissent que son président et son vice-président doivent être élus à la majorité absolue, nécessitant autant de voix que nécessaire jusqu'à ce qu'une telle situation soit atteinte. La présidence était dirigée par Carmen Gloria Valladares, le résultat a été le suivant :
| Candidat | Candidat             | Groupe politique                   | 1er tour | 2e tour |
| Candidat | Candidat             | Groupe politique                   | Voix     | Voix    |
| -------- | -------------------- | ---------------------------------- | -------- | ------- |
|          | Elisa Loncon         | Indépendante (peuples autochtones) | 58       | 96      |
|          | Harry Jürgensen      | En avant pour le Chili             | 36       | 33      |
|          | Patricia Politzer    | Indépendants non-neutres           | 20       | 18      |
|          | Isabel Godoy         | Indépendante (peuples autochtones) | 35       | 5       |
|          | Cristina Dorador     | Indépendants non-neutres           | 3        | 0       |
|          | Agustin Squella      | Liste d'approbation                | 1        | 0       |
|          | Daniel Bravo         | La liste du peuple                 | 1        | 0       |
|          | Natividad Llanquileo | Indépendante (peuples autochtones) | 1        | 0       |

#### Élection du vice-président

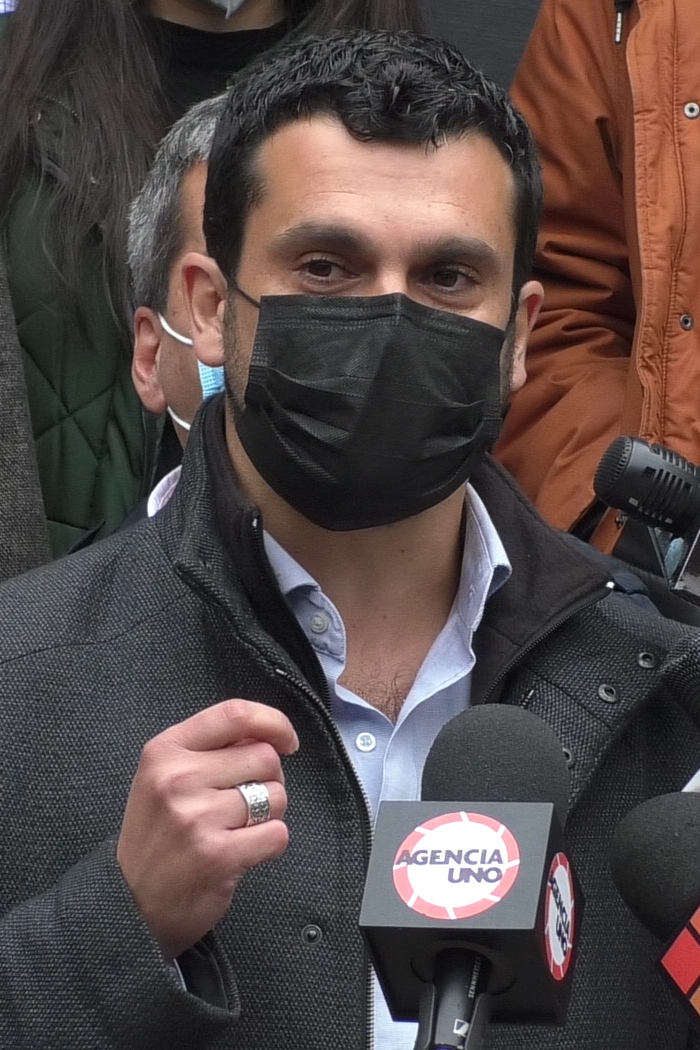
Jaime Bassa, vice-président de l'Assemblée constituante, élu le 4 juillet 2021.

Après avoir élu Loncon comme présidente, il a été procédé à l'élection du vice-président, et le résultat est le suivant :
| Candidat | Candidat           | Groupe politique                          | 1er tour | 2e tour | 3e tour |
| Candidat | Candidat           | Groupe politique                          | Voix     | Voix    | Voix    |
| -------- | ------------------ | ----------------------------------------- | -------- | ------- | ------- |
|          | Jaime Bassa        | Approbation dignité (Convergence sociale) | 51       | 74      | 83      |
|          | Rodrigo Rojas Vade | La Liste du peuple                        | 29       | 45      | 35      |
|          | Pollyana Rivera    | En avant pour le Chili                    | 35       | 36      | 35      |
|          | Cristina Dorador   | Indépendants non-neutres                  | 14       | 0       | 0       |
|          | Gaspar Domínguez   | Indépendants non-neutres                  | 11       | 0       | 0       |
|          | Rodrigo Logan      | Indépendant                               | 5        | 0       | 0       |
|          | Renato Garín       | Liste d'approbation                       | 4        | 0       | 0       |
|          | Mauricio Daza      | Indépendant                               | 4        | 0       | 0       |
|          | Fernando Atria     | Approbation dignité                       | 1        | 0       | 0       |

### Seconde élection
Le 4 et 5 janvier 2022, après huit tours, deux jours de votes, plusieurs retraits de soutiens ou de candidatures, le résultat est le suivant : 
| Candidat | Candidat              | Groupe parlementaire                                                   | 1er tour | 2e tour | 3e tour | 4e tour | 5e tour | 6e tour | 7e tour | 8e tour | 9e tour |
| Candidat | Candidat              | Groupe parlementaire                                                   | Voix     | Voix    | Voix    | Voix    | Voix    | Voix    | Voix    | Voix    | Voix    |
| -------- | --------------------- | ---------------------------------------------------------------------- | -------- | ------- | ------- | ------- | ------- | ------- | ------- | ------- | ------- |
|          | Maria Elisa Quinteros | Mouvements Sociaux Constituants (Indépendante)                         | 0        | 0       | 0       | 0       | 0       | 0       | 0       | 0       | 79      |
|          | Ramona Reyes          | Collectif socialiste (Liste d'approbation)                             | 34       | 54      | 3       | 0       | 0       | 0       | 0       | 0       | 0       |
|          | Barbara Rebolledo     | Indépendants - RN - Evópoli (En avant pour le Chili)                   | 32       | 33      | 31      | 31      | 5       | 0       | 0       | 0       | 0       |
|          | Eric Chinga           | Peuples autochtones (Indépendant)                                      | 29       | 34      | 33      | 22      | 20      | 18      | 18      | 17      | 0       |
|          | Cristina Dorador      | Mouvements Sociaux Constituants (Indépendants non neutres)             | 22       | 30      | 46      | 60      | 64      | 72      | 64      | 51      | 0       |
|          | Patricia Politzer     | Indépendants pour une nouvelle Constitution (Indépendants non neutres) | 13       | 0       | 29      | 35      | 0       | 0       | 0       | 0       | 0       |
|          | Loreto Vidal          | La liste du peuple                                                     | 1        | 0       | 0       | 0       | 0       | 0       | 0       | 0       | 0       |
|          | Bárbara Sepulveda     | Chile Digno (es) (Approbation dignité)                                 | 1        | 0       | 0       | 0       | 0       | 0       | 0       | 0       | 0       |
|          | Geoconda Navarette    | Indépendants - RN - Evópoli (En avant pour le Chili)                   | 1        | 1       | 0       | 0       | 0       | 0       | 0       | 33      | 0       |
|          | Patricio Fernández    | Liste d'approbation                                                    | 0        | 0       | 3       | 22      | 61      | 46      | 1       | 0       | 0       |
|          | Felipe Mena           | Chili Uni (En avant pour le Chili)                                     | 0        | 0       | 0       | 0       | 5       | 0       | 0       | 0       | 35      |
|          | Beatriz Sánchez       | Front large et indépendants (Approbation dignité)                      | 0        | 0       | 0       | 0       | 0       | 0       | 0       | 0       | 16      |

#### Récit détaillé

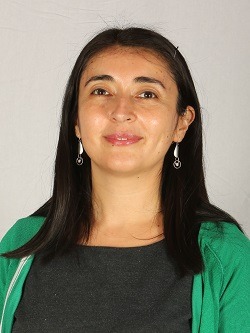
Maria Elisa Quinteros, présidente de l'Assemblée constituante élue le 5 janvier 2022.

Lors de l'annonce de l'organisation de l'élection le 5 janvier 2022, la candidate socialiste Ramona Reyes apparait comme la favorite. Néanmoins, au cours du vote, en raison de son passé en lien avec une gestion catastrophique lors de son mandat de maire et de plusieurs affaires judiciaires, elle redescend à 3 votes. La gauche, précédemment unie derrière la candidate choisi de modifier son vote. Par exemple, le Front large retire son soutien et l'apporte à la candidate Cristina Dorador tandis que le groupe socialiste choisi de soutenir Patricia Politzer à partir du troisième vote.
Néanmoins, le choix de Patricia Politzer dès ce tour ne semble pas faire consensus et la figure de Patricio Fernandez apparait grâce au vote des indépendants non-neutres et d'autres socialistes, et culmine à 64 voix lors du 5e tour.
Lors du sixième tour, la candidate Cristina Dorador, donnée favorite, obtient 72 voix et passe à 6 voix de devenir présidente de l'Assemblée. Néanmoins, elle n'y parvient pas en raison du refus du candidat indépendant et indigène Eric Changa de retirer sa candidature et les voix manquées de quelques indépendants non-neutres. Les deux tours suivant, son nombre de voix chute considérablement et elle décide de retirer sa candidature.
À la suite de ce huitième tour toujours indécis dans les candidatures et dynamiques des groupes et partis, l'Assemblée constituante décide de suspendre son vote (à 4 heures au Chili). La séance est reprise le lendemain, 6 janvier, à 15h, heure locale, pour un neuvième tour. A l'issue du vote, l'ensemble des groupes de gauche et indépendants semblent être parvenue à une candidate faisant consensus, Maria Elisa Quinteros avec 78 votes, élue présidente. Le scrutin est aussi marquée par une candidature de la droite, représentée par Felipe Mena avec 35 voix, et d'autres minoritaires, notamment 16 voix pour Beatriz Sánchez, 14 pour Roberto Celedón et 11 pour Agustín Squella,.
Finalement, cette seconde élection de la présidence de l'Assemblée a eu beaucoup plus de difficultés à faire émerger un consensus et un candidat favori en raison de la construction des rapports de forces entre les groupes et partis, 6 mois après le début de l'écriture de la Constitution.

#### Élection du vice-président

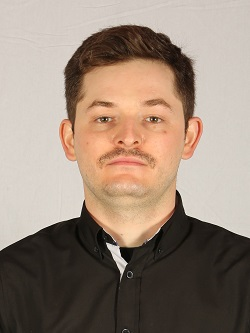
Gaspar Domínguez, vice-président de l'Assemblée constituante élu le 5 janvier 2022.

Après l'élection de Maria Elisa Quinteros à la présidence, il est procédé à l'élection du vice-président. Avant même le vote, la présidente établit un accord avec la gauche et les groupes indépendants afin d'élire Gaspar Domínguez,.
Le résultat est le suivant : 
| Candidat | Candidat           | Groupe parlementaire                                                   | Tour unique |
| Candidat | Candidat           | Groupe parlementaire                                                   | Voix        |
| -------- | ------------------ | ---------------------------------------------------------------------- | ----------- |
|          | Gaspar Domínguez   | Indépendants pour une nouvelle Constitution (Indépendants non neutres) | 112         |
|          | Felipe Mena        | Chili Uni (En avant pour le Chili)                                     | 35          |
|          | Amaya Alvez        | Front large et indépendants (Approbation dignité)                      | 3           |
|          | Félix Galleguillos | Peuples autochtones (Indépendant)                                      | 1           |
|          | Ericka Portilla    | Chile Digno (es) (Approbation dignité)                                 | 1           |

## Travaux
La session inaugurale se tient le 4 juillet 2021 à partir de 10 h 0 sous la présidence nominale de 
Carmen Gloria Valladares, secrétaire du Tribunal électoral. Elle lit l'acte de proclamation et procède à l'investiture des 155 membres de la Constituante, avant de diriger l'élection de la présidente Elisa Loncon.
Le 22 mars 2022, la présidente de la Convention ratifie la décision du bureau de l'assemblée de proroger le mandat de celle-ci de trois mois. La date limite pour remettre le projet de nouvelle Constitution est fixée au 5 juillet 2022.
Le 4 juillet 2022, elle remet son projet au président de la République, Gabriel Boric, qui le même jour signe le décret de convocation des électeurs pour le référendum le 4 septembre suivant. L'Assemblée est ensuite dissoute.